# باحث ما بعد الدكتوراه
درجة علمية من شروطها أن يكون الباحث حاصلاً على شهادة الدكتوراه على الأقل. في دول مثل الصين يوجد ما يزيد عن ثلاثين الف باحث ما بعد الدكتوراه منذ ان اعادت التعليم بعد الدكتوراه في العام 1985. 
في عام 2005 كان يدرس في الصين أكثر من 12 الف شخص يعملون في محطات ما بعد الدكتوراه. 
طورت الصين نظاما خاصا بها لما بعد الدكتوراه عبر الاستفادة من تجارب الدول المتقدمة في اجتذاب العلماء الشباب ذوي المستوى العالي والاستفادة منهم. 
محطات ما بعد الدكتوراه انشأتها جامعات ومعاهد بحوث وشركات حيث بمقدور الخريجين من دراسات الدكتوراه ان يواصلوا دراساتهم الاكاديمية تحت اشراف الاساتذة. 
في العقدين الماضيين انشئت 1363 محطة ما بعد الدكتوراه في 343 معهداً للتعليم العالي ومركز بحوث بينما تدير شركات ومؤسسات تكنولوجيا عالية 1018 محطة ما بعد الدكتوراه.

## وصلات خارجية
National Postdoctoral Association